# Élections législatives de 1968 dans le Doubs
Les élections législatives françaises de 1968 se déroulent les 23 et 30 juin 1968. Dans le département du Doubs, trois députés sont à élire dans le cadre de trois circonscriptions.

## Élus
| Circonscription | Député sortant                        | Parti | Parti       | Député élu ou réélu | Parti | Parti       |
| --------------- | ------------------------------------- | ----- | ----------- | ------------------- | ----- | ----------- |
| 1re             | Jacques Weinman                       |       | UDR         | Jacques Weinman     |       | UDR         |
| 2e              | André Boulloche                       |       | FGDS (SFIO) | André Boulloche     |       | FGDS (SFIO) |
| 3e              | Louis Maillot suppléant d'Edgar Faure |       | UDR         | Edgar Faure         |       | UDR         |

## Résultats

### Résultats à l'échelle du département
| Parti          | Parti                                           | Premier tour | Premier tour | Second tour | Second tour | Sièges |
| Parti          | Parti                                           | Voix         | %            | Voix        | %           | Sièges |
| -------------- | ----------------------------------------------- | ------------ | ------------ | ----------- | ----------- | ------ |
|                | Union pour la défense de la République          | 99 279       | 55,18        | 32 285      | 46,52       | 2      |
|                | Union des républicains de progrès               | 99 279       | 55,18        | 32 285      | 46,52       | 2      |
|                |                                                 |              |              |             |             |        |
|                | Section française de l'Internationale ouvrière  | 42 275       | 23,50        | 37 110      | 53,48       | 1      |
|                | Fédération de la gauche démocrate et socialiste | 42 275       | 23,50        | 37 110      | 53,48       | 1      |
|                |                                                 |              |              |             |             |        |
|                | Parti communiste français                       | 22 687       | 12,61        | Retrait     | Retrait     | 0      |
|                | Progrès et démocratie moderne                   | 8 576        | 4,77         |             |             | 0      |
|                | Parti socialiste unifié                         | 7 103        | 3,95         | 0           |             |        |
|                |                                                 |              |              |             |             |        |
| Inscrits       | Inscrits                                        | 223 087      | 100,00       | 86 299      | 100,00      | 3      |
| Abstentions    | Abstentions                                     | 40 544       | 18,17        | 16 188      | 18,76       |        |
| Votants        | Votants                                         | 182 543      | 81,83        | 70 111      | 81,24       |        |
| Blancs et nuls | Blancs et nuls                                  | 2 623        | 1,44         | 716         | 1,02        |        |
| Exprimés       | Exprimés                                        | 179 920      | 98,56        | 69 395      | 98,98       |        |

### Résultats par circonscription

#### Première circonscription (Besançon)
|                | Jacques Weinman sortant réélu | UDR (URP)      | 35 439 | 54,83  |  |  |  |
|                | Raymond Vauthier              | FGDS (SFIO)    | 10 182 | 15,75  |  |  |  |
|                | Jean-François Pernot          | CD (PDM)       | 8 576  | 13,27  |  |  |  |
|                | André Vagneron                | PCF            | 6 747  | 10,44  |  |  |  |
|                | Claude Joecker                | PSU            | 3 685  | 5,7    |  |  |  |
|                |                               |                |        |        |  |  |  |
| Inscrits       | Inscrits                      | Inscrits       | 82 203 | 100,00 |  |  |  |
| Abstentions    | Abstentions                   | Abstentions    | 16 886 | 20,54  |  |  |  |
| Votants        | Votants                       | Votants        | 65 317 | 79,46  |  |  |  |
| Blancs et nuls | Blancs et nuls                | Blancs et nuls | 688    | 1,05   |  |  |  |
| Exprimés       | Exprimés                      | Exprimés       | 64 629 | 98,95  |  |  |  |

#### Deuxième circonscription (Montbéliard)
| Candidat       | Candidat                      | Parti          | Premier tour | Premier tour | Second tour | Second tour |  |
| Candidat       | Candidat                      | Parti          | Voix         | %            | Voix        | %           |  |
| -------------- | ----------------------------- | -------------- | ------------ | ------------ | ----------- | ----------- |  |
|                | Libero Cencig                 | UDR (URP)      | 29 911       | 42,74        | 32 285      | 46,52       |  |
|                | André Boulloche sortant réélu | FGDS (SFIO)    | 23 958       | 34,23        | 37 110      | 53,48       |  |
|                | Serge Paganelli               | PCF            | 12 704       | 18,15        | Retrait     | Retrait     |  |
|                | Georges Minazzi               | PSU            | 3 418        | 4,88         |             |             |  |
|                |                               |                |              |              |             |             |  |
| Inscrits       | Inscrits                      | Inscrits       | 86 300       | 100,00       | 86 299      | 100,00      |  |
| Abstentions    | Abstentions                   | Abstentions    | 15 349       | 17,79        | 16 188      | 18,76       |  |
| Votants        | Votants                       | Votants        | 70 951       | 82,21        | 70 111      | 81,24       |  |
| Blancs et nuls | Blancs et nuls                | Blancs et nuls | 960          | 1,35         | 716         | 1,02        |  |
| Exprimés       | Exprimés                      | Exprimés       | 69 991       | 98,65        | 69 395      | 98,98       |  |

#### Troisième circonscription (Pontarlier)
|                | Edgar Faure sortant réélu | UDR (URP)      | 33 929 | 74,9   |  |  |  |
|                | Robert Schwint            | FGDS (SFIO)    | 8 135  | 17,96  |  |  |  |
|                | Robert Charles            | PCF            | 3 236  | 7,14   |  |  |  |
|                |                           |                |        |        |  |  |  |
| Inscrits       | Inscrits                  | Inscrits       | 54 584 | 100,00 |  |  |  |
| Abstentions    | Abstentions               | Abstentions    | 8 309  | 15,22  |  |  |  |
| Votants        | Votants                   | Votants        | 46 275 | 84,78  |  |  |  |
| Blancs et nuls | Blancs et nuls            | Blancs et nuls | 975    | 2,11   |  |  |  |
| Exprimés       | Exprimés                  | Exprimés       | 45 300 | 97,89  |  |  |  |